# USS Hornet (CV-12)
USS Hornet (CV-12) – amerykański lotniskowiec, którego budowę rozpoczęto 9 września 1940 roku w Newport News Shipbuilding. Miał pierwotnie nosić nazwę USS Kearsarge. Swoją nazwę USS "Hornet" (CV-12) dostał po zatonięciu w czasie bitwy pod Santa Cruz okrętu "Hornet" (CV-8). Matką chrzestną została Annie Reid Knox, żona Sekretarza Marynarki USA, Franka Knoxa. Pierwszym dowódcą okrętu był Miles Rutherford Browning.

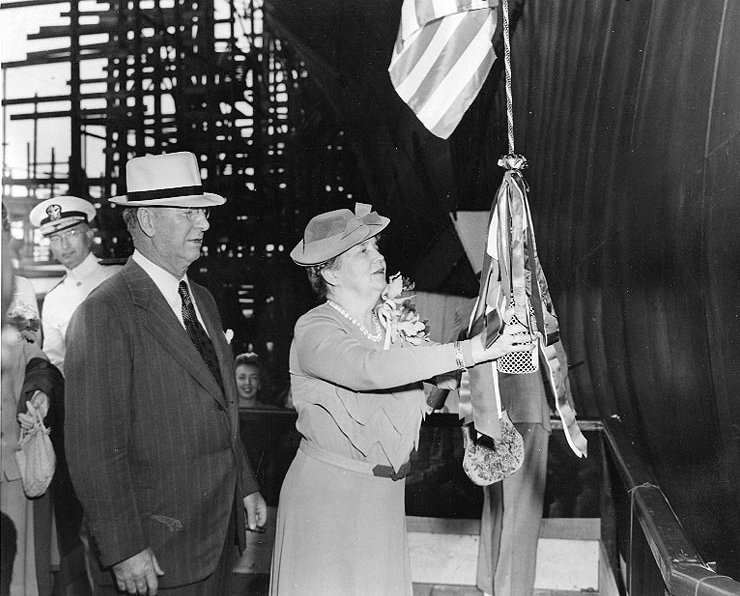
Ceremonia chrztu. Za panią Knox stoi jej mąż

Wziął udział w 59 bitwach morskich, w tym w bitwie w zatoce Leyte, i operacji zatopienia pancernika "Yamato". Miał opinię szczęśliwego okrętu, nigdy nie został trafiony bombą ani w ataku kamikaze. Po wojnie brał między innymi udział w wojnie w Wietnamie oraz wyłowił z oceanu załogi statków kosmicznych Apollo 11 oraz Apollo 12. Został wycofany ze służby 26 czerwca 1970 roku.
Lotniskowiec na stałe zacumowany jest w Alamedzie (Kalifornia), pełni rolę okrętu muzealnego. Wpisany jest do narodowego rejestru pomników historycznych (National Historic Landmark).